# 히로나-코스타 브라바 공항

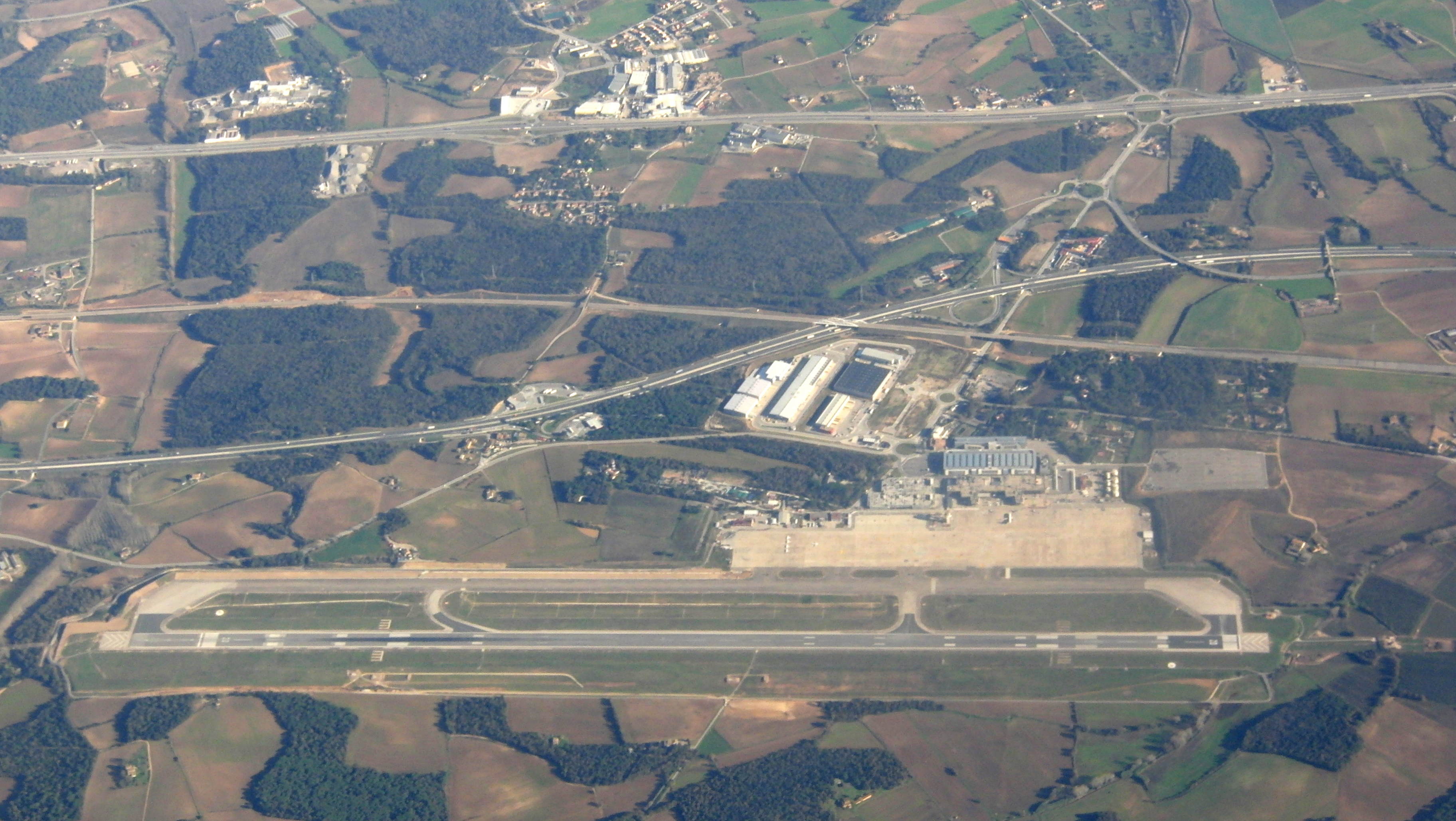

히로나-코스타 브라바 공항(Girona–Costa Brava Airport, IATA: GRO, ICAO: LEGE, 카탈루냐어: Aeroport de Girona-Costa Brava, 스페인어: Aeropuerto de Gerona-Costa Brava)은 지로나시 남서쪽으로 12.5킬로미터 지점에 위치하고 스페인 카탈루냐의 북동쪽에 위치한 공항이다. 이 공항은 브라바 해안과 피레네산맥과 잘 연결되어 있다. 히로나 공항은 바르셀로나의 중심부에서 북쪽으로 74킬로미터 떨어져있음에도 불구하고 바르셀로나를 위한 대안이 되는 공항으로도 이용된다.
1965년 건립되었다.